# Accidente del Cessna 551 en el Mar Báltico
El 4 de septiembre de 2022, un jet privado Cessna 551 fletado registrado en Austria estaba programado para volar desde Jerez de la Frontera (España)  a Colonia (Alemania). Pocos minutos después del despegue el piloto de la aeronave notificó al control de tráfico aéreo sobre un mal funcionamiento de la presión de la cabina. Tras el paso de la aeronave por la península ibérica, no se pudo establecer más contacto.
La aeronave involucrada, registrada como OE-FGR, voló por primera vez en 1979. La aeronave, que ascendió a su altitud asignada a 36 000 pies (11 000 m), giró levemente cerca de París y Colonia, donde no realizó su aterrizaje programado y continuó recto en curso noreste, volando sobre Alemania y luego durante casi dos horas y 1120 kilómetros (700 mi; 600 nmi) sobre el Mar Báltico cerca de Dinamarca y Suecia. El avión era un «vuelo fantasma» que se mantenía en el aire gracias al piloto automático. El combustible finalmente se agotó cuando la aeronave estaba sobre el mar Báltico, aproximadamente a 37 kilómetros (20 millas náuticas) de Ventspils (Letonia) y se estrelló contra el agua en un descenso en espiral después de un descenso descontrolado.
Según informaciones de prensa, poco después del despegue de Jerez se perdió el contacto con la OE-FGR. Según el sistema de gestión de vuelo, el piloto automático elevó la aeronave a 36 000 pies (11 000 m) y continuó el viaje a través de Poitiers, París, Luxemburgo y Euskirchen. En Euskirchen, el piloto aparentemente tenía previsto tomar el relevo para la aproximación final a Colonia (15:50 UTC). Dado que el piloto aparentemente estaba inconsciente, el avión continuó en línea recta durante la siguiente hora y 41 minutos (17:36 UTC) en un rumbo de 54 grados. El Cessna luego comenzó a descender y girar a la derecha en un curso de 116 grados, aparentemente se dirigía a una aproximación al Aeropuerto Internacional de Ventspils. Es probable que en cambio el motor derecho fallara y se iniciara un cambio de rumbo. Aproximadamente 3 minutos más tarde (17:39 UTC), el motor izquierdo también falló, ya que OE-FGR continuó volando en línea recta a 116 grados antes de comenzar a perder velocidad y altitud (17:40 UTC), y finalmente se estrelló (17:42 UTC). en el Mar Báltico.

## Aeronave
La aeronave, que fue aprobada para operar con un solo piloto, despegó de Jerez, en el sur de España. Según los informes de Bild, el piloto informó de un problema de presión en la cabina poco antes de que se perdiera el contacto con el controlador aéreo. El Cessna 551 Citation II volaba a 36.000 pies (11.000 m) en ese momento.
Poco después de su entrada en el espacio aéreo francés, alrededor de las 14:25 UTC, el Cessna fue interceptado por un Dassault Rafale, enviado desde la base aérea de Mont-de Marsan. Un segundo Rafale de la base aérea de Saint-Dizier se hizo cargo de la intercepción. El Cessna fue seguido permanentemente por la Fuerza Aérea Francesa hasta que llegó a Colonia, alrededor de las 15:57 UTC, cuando la Fuerza Aérea Alemana se hizo cargo. Un avión de combate danés F-16 se hizo cargo de la escolta del vuelo fantasma. Más tarde, la Fuerza Aérea Danesa dijo que no podía ver a nadie en la cabina después de interceptar el avión. Los pilotos del jet danés presenciaron cómo el avión entraba en una espiral descendente y se estrellaba a 37 kilómetros (20 millas náuticas) de la costa de Letonia, mucho más allá del borde exterior de las aguas territoriales de Letonia, alrededor de las 17:45 GMT.

## Pasajeros y tripulación
A bordo viajaban cuatro personas de Alemania: el empresario Karl-Peter Griesemann (72 años, que era el piloto del avión, Griesemann era aficionado a la aviación y considerado un experimentado piloto), su esposa Juliane (68), su hija Lisa (26 años, que también tenía una licencia de piloto) y su novio Paul (27). Los expertos han propuesto que la despresurización probablemente hizo que el piloto y los pasajeros perdieran el conocimiento, como se vio en el Accidente del Learjet en Dakota del Sur de 1999.
El operador de la aeronave era GG Rent GmbH, con sede en Bergisch Gladbach, ubicada al este de Colonia, Alemania. El 6 de septiembre, la alcaldesa de Colonia, Henriette Reker, comentó la tragedia a la familia Griesemann y ofreció sus condolencias.

## Rescate
Según el Centro de Rescate Marítimo y Aéreo de Letonia, se han localizado partes del avión. Se pidió al ferry sueco Stena URD que ayudara en el lugar del accidente. Helicópteros suecos y lituanos volaron alrededor del lugar del accidente durante varias horas, pero no encontraron sobrevivientes ni cuerpos, dijo Lars Antonsson en el Centro de Rescate Marítimo y Aéreo. Johan Ahlin de la Agencia Sueca de Salvamento Marítimo le dijo a SVT que los servicios de emergencia descubrieron rastros de petróleo en el agua y pedazos más pequeños de escombros.
El 5 de septiembre, la búsqueda de los restos del avión está en marcha en un área de aproximadamente 6 por 6 kilómetros (3,7 millas × 3,7 millas; 3,2 millas náuticas × 3,2 millas náuticas) donde la profundidad del mar es de alrededor de 60 metros (200 pies).
El 5 de septiembre, se encontraron un total de 11 partes de los restos del avión, incluidos los asientos, y poco antes de la medianoche, las Fuerzas Navales de Letonia encontraron y transportaron restos humanos a Ventspils. El 8 de septiembre, la Oficina Federal Alemana de Investigación de Accidentes de Aeronaves se hizo cargo de una mayor investigación del accidente.

## Testigos
No se cree que haya testigos oculares del accidente, sin embargo, numerosos observadores en tierra vieron el avión en vuelo, algunos capturaron videos y más de 300,000 personas en todo el mundo presenciaron el accidente en los servicios de seguimiento de vuelos en línea, como Flightradar24.[cita requerida]

## Investigación
Según el informe provisional todos a bordo del avión, incluido el piloto Griesemann, se quedaron inconscientes poco después de pedir a un controlador aéreo español permiso para descender por problemas a bordo:

Hora 15:30 Griesemann se comunica con la torre de control de Madrid. Se presenta y da las buenas tardes. Todo parece en orden.
 Hora 15:42 El piloto vuelve a contactar con el controlador. Se dirige a él en inglés. «Hay un problema con el aire acondicionado, solicitud de descenso directo», le dice. «¿Directo a dónde, por favor?», pregunta el controlador. «Problemas con el aire acondicionado, eh, presurización, solicitamos descenso rápido», insiste Griesemann mientras de fondo se escuchan ruidos. El controlador le pide que confirme su solicitud de descenso pero ya no obtiene ninguna respuesta.

Y después el avión hace todo el trayecto guiado por el piloto automático hasta que impacta en el Mar Báltico por falta de combustible.